# Vuk Mandušić
Vuk "Mate" Mandušić (Rupe, početak 17. stoljeća  – Zečevo kod Kistanja, 31. srpnja 1648.), bio je hrvatski protuosmanski ratnik.

## Podrijetlo
Postoje dva mišljenja o podrijetlu Vuka Mandušića: prvo da je iz šibensko-drniškog kraja, odnosno iz Rupa i drugo o crnogorskom podrijetlu. Da je Vuk rodom iz šibensko-drniškog kraja, odnosno iz Rupa, potvrđuju nam suvremeni dokumenti, kao onaj Ferdinanda Scottija, glavnog zapovjednika mletačke vojske od 26. kolovoza 1648. godine u kojem govori o zaslugama fra Nikole Ružića, definitora provincije Bosne Srebrene, među kojima iznosi da je Ružić na mletačku stranu preveo brojne kršćane turske podanike iz Kliškog i Ličkog sandžaka (potkraj 1647. i u početku 1648. godine) među kojima i Vučena Mandušića; kod svih suvremnih povjesničara, koji su pisali o ratovanju u Dalmaciji za vrijeme kandijskog rata (1645. – 1669.) ne postoji ništa što bi ukazivalo na mogućnost Mandušićeva podrijetla iz nekog drugog kraja; po istraživanjima fra Karla Kosora u okolici Drniša bilo je dosta Mandušića (čak i dva franjevca: jedan fra Pavao Mandušić iz Trbounja, spominje se 1741. godine i drugi, fra Franjo Mandušić iz Vrlike, spominje se 1751. godine); da je Mandušić iz nekog drugog kraja slaba je bila mogućnost da bi se nametnuo za zapovjednika domaćim krajišnicima; u Rupama je i danas živa predaja o Vuku Mandušiću i danas tamo postoje zidine njegove kuće (krov izgorio 1965. godine).

## Vojno djelovanje
Prvi podatak o Vuku Mandušiću imamo iz veljače 1648. godine, kada je mletačka vojska (7.000 vojnika, 600 konjanika i 200 draguna) oko 15. veljače poduzela pohod iz Šibenika na Drniš, u tom području važnu tursku vojnu bazu. Među hrvatskim krajiškim zapovjednicima je i Mandušić, koji je uz don Stipana Sorića, također poznatog četovođu, vodio mletačku predhodnicu od 1.000 krajišnika. Čikolu su pregazili kod Ključa pod borbom i zatim se borbena linija razvila preko Miljevaca. Sa svojim krajišnicima prvi su nastupali Sorić i Mandušić, za njima odred draguna i dva bataljuna konjaništva, zatim pješaštvo u četiri korpusa i bataljun strijelaca. Otraga je nastupala zaštitnica od tri korpusa i konjaništvo. Turci su se hrabro borili, ali je njihova obrana ipak razbijena. Kad je izbila pobuna u Drnišu, Turci su pobjegli iz te njihove važne baze, a Mlečani ga zaposjeli. U daljnjem napredovanju mletačka vojska je zauzela Knin i Vrliku. Oko 15. ožujka 1648. godine mletačka vojska u jačini oko 10.000 ljudi opkolila je Klis, tvrđavu dobro utvrđenu i opskrbljenu streljivom, hranom i vodom koju je branio sandžak-beg kliški Mehmed sa 600 ljudi. Osvajanje je počelo 16. ožujka kad su krajišnici zauzeli Greben, mjesto uz samu tvrđavu. Sljedećih dana Klis je napadan uz pomoć topova. Braniteljima je pokušao priteći u pomoć bosanski paša Tekelija s dvije tisuće ljudi, ali su ga dočekali Sorić i Mandušić, potukli njegovu vojsku i tjerali ga do Dugopolja. Klis se predao 30. ožujka pod uvjetom da opsjednuti mogu slobodno otići bez oružja i opreme. Mandušić je osobito stekao slavu pohodom na Ključ, grad u Bosni na lijevoj obali Sane u svibnju 1648. godine. Taj pohod može se prispodobiti s najsuvremenijim gerilskim ratovanjem.

## Smrt
Potkraj srpnja 1648. godine, a za vrijeme vojne kampanje paše Mehmeta Huseinbegovića na mletačkome teritoriju s oko 4.000 turskih ratnika, jedan dio te vojske pod zapovjedništvom njegova ćehaje provalilo je u Ravne kotare, sve do Biograda i Turnja. S opljačkanim stvarima i plijenom vraćali su se prema Kninu. Po naredbi providura Foscola harambaše Vuk Mandušić i Ilija Smiljanić krenuli su prema Zečevu, kako bi tamo dočekali Turke i oteli im plijen. U bitci, koja se dogodila kod Zečeva 31. srpnja 1648. godine, poginuo je Vuk Mandušić.
  »Opkoljen na jednoj ravnici od mnoštva konjanika i, dok se držao, ubio je za kratko vrijeme četiri Turčina. Jednim udarcem odsječena mu je ruka, a potom ga živa uhvatiše i odsjekoše mu glavu«.
Tada su poginuli i "harambaša Šantić, kapetan Petar Aričić, harambaša Ilija Kvrgljević, harambaša Ivan Kraljević i dva brata Galiotovića, od kojih jedan zarobljen".
O tom događaju je 1. kolovoza u Zadru podnio izvještaj harambaša Smiljanić i isti dan u Šibeniku harambaša Matija Mihaljević, rodom iz Drniša. Sljedeći dan u Zadru saslušan je harambaša Martin Milković.

## Mandušić u književnim djelima i narodnim pričama
Vuka Mandušića spominje Filip Grabovac u svom Cvitu razgovora naroda i jezika iliričkoga aliti arvackoga (Venecija 1747.) govoreći o prvacima u Dalmaciji »... rata od Kandije, Bečkoga do Maloga: U ta vrimena koji glavari od Dalmacije biše i gdi koji poginu, od koga li Turčina smrt ga stignu, al u boju al u bilu dvoru«, među prvacima »od krajine šibeničke« spominje i serdara Vučena Mandušića; fra Andrija Kačić Miošić u svom Razgovoru ugodnom naroda slovinskoga na tri mjesta govori o podrijetlu Vuka Mandušića, i to sva tri puta navodi da je »od Šibenika i države šibeničke«, a jednom čak određuje i pobliže samo mjesto »Vuk Mandušić iz Rupa« (Rupe su od Šibenika udaljene oko 30 km, a Drniša oko 25 km.), Vuk Mandušić spominje se i u Njegoševu Gorskom Vijencu.

## Vanjske poveznice
- Mandušić, Vuk Hrvatska enciklopedija